# Sân bay quốc tế Brasília

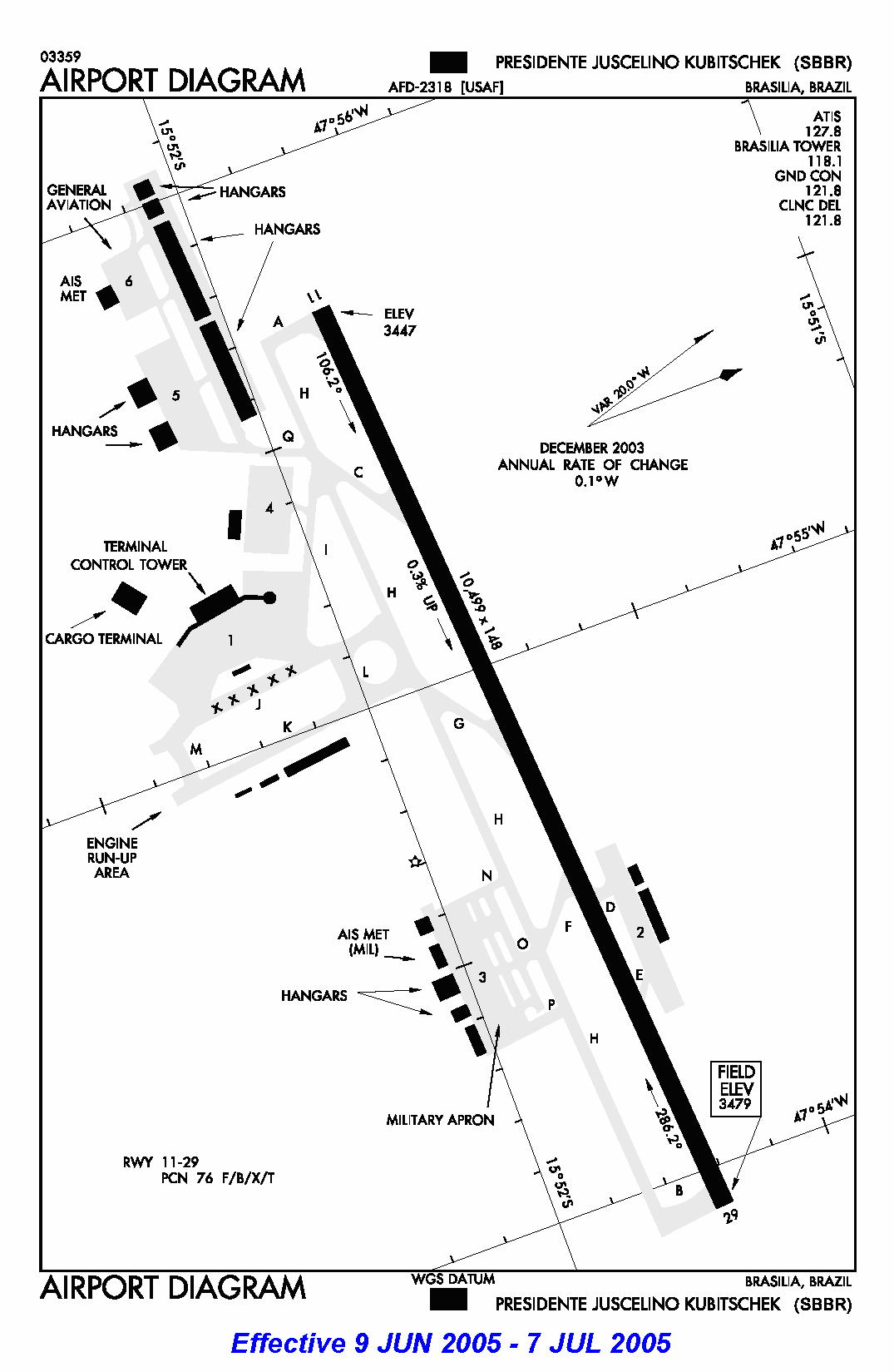
Sơ đồ sân bay Juscelino Kubitschek

Sân bay quốc tế Brasília - Tổng thống Juscelino Kubitschek  (IATA: BSB, ICAO: SBBR) là một sân bay tại Brasília, Brasil. Với năng lực phục vụ của nhà ga là hơn 9 triệu lượt khách mỗi năm, đây là một trong những sân bay hiện đại nhất Brasil. Sân bay này được Infraero xây dựng và đặt tên theo cựu tổng thống Brasil Juscelino Kubitschek. Năm 2006, sân bay này mở cửa đường băng thứ 2. Năm 2007, sân bay này phục vụ 11.119.872 lượt khách với 126.853 lượt chuyến, là sân bay bận rộn thứ 3 Brasil về cả hai tiêu chí lượt chuyến và lượt khách, sau 2 sân bay ở São Paulo là Sân bay quốc tế Congonhas/São Paulo và Sân bay quốc tế São Paulo/Guarulhos.

## Các hãng hàng không và các tuyến điểm
- Gol (Aracaju, Belém, Belo Horizonte-Confins, Boa Vista, Campinas, Cuiabá, Curitiba, Fortaleza, Goiânia, Macapá, Manaus, Natal, Rio Branco, Rio de Janeiro-Galeão, Palmas, Porto Alegre, Porto Velho, Recife, Rio de Janeiro-Santos Dumont, Rosario (Argentina), Salvador, São Luís, São Paulo-Congonhas, São Paulo-Guarulhos, Teresina, Vitória)
- TAM (Aracaju, Belém, Belo Horizonte-Confins, Buenos Aires-Ezeiza (Argentina), Campinas, Cuiabá, Curitiba, Florianópolis, Fortaleza, Goiânia, Imperatriz, João Pessoa, Macapá, Maceió, Manaus, Marabá, Natal, Palmas, Recife, Rio de Janeiro-Galeão, Salvador, São José do Rio Preto, São Luís, São Paulo-Congonhas, São Paulo-Guarulhos, Teresina, Vitória)
- Delta Air Lines (Atlanta) 12/17/2009
- TAP Portugal (Lisbon)
- Varig (São Paulo-Congonhas, Rio de Janeiro-Galeão, Manaus, Recife, Porto Alegre)
- SETE Linhas Aéreas (Goiânia, Minaçu, Gurupi, São Félix do Araguaia, Confresa)
- TRIP Linhas Aéreas / TOTAL Linhas Aéreas (Araguaina, Tucurui, Carajas, Belém, Manaus, Uberaba, Uberlândia)
- Passaredo (Ribeirão Preto, Barreiras)
- OceanAir (Araguaina, Salvador, Uberaba, Teresina, São Paulo-Guarulhos, São Luiz, Rio de Janeiro-Galeão, Recife, Cuiabá, João Pessoa, Fortaleza, Belo Horizonte-Confins)

## Các tai nạn và sự cố
Chuyến bay số 1907 của Gol Transportes Aéreos, đi Brasília từ Manaus, đã đâm vào một chiếc máy bay thương mại và rơi, tai nạn làm tất cả hành khách và phi hành đoàn trong máy bay thiệt mạng.